# The Big Picture (Big L)

The Big Picture is het tweede en laatste studioalbum van de Amerikaanse rapper Big L. Het was de bedoeling dat het album in 1999 gereleased zou worden, maar door de moord op L kwam het album uiteindelijk pas uit in 2000. Ebonics, Holdin' It Down, Flamboyant en Platinum Plus werden uitgebracht als singles voor het album

## Tracklist
| Nr. | Titel                                                    | Schrijver(s)                                                     | Producer(s)  | Duur |
| --- | -------------------------------------------------------- | ---------------------------------------------------------------- | ------------ | ---- |
| 1.  | The Big Picture (Intro)                                  | Lamont Coleman, Christopher Martin                               | DJ Premier   | 2:59 |
| 2.  | Ebonics (Criminal Slang)                                 | Coleman, Rondell Turner                                          | Ron Browz    | 3:21 |
| 3.  | Size ’Em Up                                              | Coleman, Turner                                                  | Ron Browz    | 3:55 |
| 4.  | Deadly Combination (featuring 2Pac)                      | Coleman, Ronald Bowser, Tupac Shakur                             | Ron G        | 2:32 |
| 5.  | '98 Freestyle                                            | Coleman                                                          | Lord Finesse | 2:09 |
| 6.  | Holdin' It Down (featuring A.G., Miss Jones & Stan Spit) | Andre Barnes, Coleman, Peter Phillips, Stan Draton, Tarsha Jones | Pete Rock    | 4:39 |
| 7.  | The Heist                                                | Coleman, Turner                                                  | Ron Browz    | 3:02 |
| 8.  | The Enemy (featuring Fat Joe)                            | Coleman, Joseph Cartagena, Martin                                | DJ Premier   | 2:48 |
| 9.  | Fall Back (featuring Kool G Rap)                         | Coleman, James Elite, Nathaniel Wilson, Shomari Jackson          | Shomari      | 2:49 |
| 10. | Flamboyant                                               | Bobby Ervin, Coleman, Gail Farrell, Mickael Heron                | Mike Heron   | 3:07 |
| 11. | Casualties of a Dice Game                                | Coleman, Turner                                                  | Ron Browz    | 3:18 |
| 12. | Platinum Plus (featuring Big Daddy Kane)                 | Antonio Hardy, Coleman, Martin                                   | DJ Premier   | 3:37 |
| 13. | Who You Slidin' Wit (featuring Stan Spit)                | Coleman, Draton, Phillips                                        | Pete Rock    | 4:13 |
| 14. | Games (featuring Guru & Sadat X)                         | Coleman, Derek Murphy, Keith Elam, Leroy Southwell               | Ysae         | 4:32 |
| 15. | The Heist Revisited                                      | Coleman, Robert Hall                                             | Lord Finesse | 3:01 |
| 16. | The Triboro (featuring Fat Joe, O.C. & Remy Ma)          | Cartagena, Coleman, Martin, Omar Credle, Rodney Lemay            | Showbiz      | 5:29 |